# L’importante è finire
«L’importante è finire» (с итал. — «Главное — закончить») — песня, записанная итальянской певицей Миной для её альбома La Mina 1975 года. Авторами песни стали Альберто Анелли и Кристиано Мальджольо.

## О песне
Песня стала первым и единственным синглом с альбома. Сразу же после выпуска она подверглась цензуре и была запрещена на центральном радио и телевидении из-за своего сексуального подтекста. Тем не менее, песня стала коммерчески успешной, добравшись до второго места в хит-параде, там она провела семь недель подряд — на первую строчку её не пропустил «Sabato pomeriggio» Клаудио Бальони, — всего же песня провела там 31 неделю. В качестве би-сайда была выбрана песня «Quando mi svegliai» (слова Даниэле Паче, музыка Марио Панцери и Коррадо Конти).
Также было записано телевыступление с песней на программе «Adesso musica» телеканала RAI, однако неизвестно, было ли оно показано до или после запрета. Запись можно найти на видеосборнике Gli anni Rai 1972—1978
Мина записала французскую версию под названием «Pour en finir comment faire» (адаптация Пьер Деланоэ) и английскую «Take Me» (адаптация Нормана Ньюэлла), первая издавалась как сингл, в 2011 году обе были изданы на сборниках Je suis Mina и I Am Mina соответственно.

## Отзывы
Джузи Кашо из TV Sorrisi e Canzoni включил «L’importante é finire» в список из пятнадцати песен, которые сделали Мину звездой, и назвал её одной из самых чувственных в репертуаре певицы.

## Варианты издания
7"-сингл (Италия)
A. «L’importante è finire» — 3:22
B. «Quando mi svegliai» — 3:07
7"-сингл (Япония)
A. «L’importante è finire» (愛の火は燃えて) — 3:22
B. «Uappa» (ウアッパ) — 3:07
7"-сингл (Франция)
A. «Pour en finir comment faire (L’importante è finire)» — 3:09
B. «Cigarette» — 3:50

## Чарты
| Чарт (1975)              | Высшая позиция |
| ------------------------ | -------------- |
| Италия (Billboard)       | 2              |
| Италия (Musica e dischi) | 2              |

| Чарт (1975)              | Высшая позиция |
| ------------------------ | -------------- |
| Италия (Musica e dischi) | 2              |

## Кавер-версии
- Автор текста Кристиано Мальджольо также записал песню. В 2010 году обновлённая версия вошла в альбом Cara Mina ti scrivo…[итал.][12].
- Финская певица Катри Хелена в 1976 году выпустила финскую версию песни под названием «Loppu tuskaa tuo aina», адаптировал текст Саукки[фин.][13], песня вошла в альбом Lady Love[фин.].
- Рафаэлла Карра записала испанскую версию песни под названием «Lo importante es… amarle» для своего альбома Hola Raffaella[итал.] 1990 года[14].
- В 1991 году югославская хорватская певица Ксения Эркер[хорв.] представила кавер-версию на своём альбоме Ciao Italia[15]
- Испанскую версию песни певица Моника Наранхо записала для трибьют-альбома Мине — Minage 2001 года[16].
- Для своего альбома Heart[англ.] 2001 года Аманда Лир также записала кавер-версию песни[17].
- В 2008 году французская певица Катрин Ринже[фр.] представила кавер-версию на своём концертном альбоме Catherine Ringer chante Les Rita Mitsouko and more à la Cigale[18].